# Койоты: Закон Пустыни
«Койоты: Закон Пустыни» (на английском Desert Law) — компьютерная игра в жанре стратегии в реальном времени с элементами RPG. Разработана минской студией Arise на движке Enigma engine («Блицкриг»). Игра состоит из 29 миссий; сюжет подаётся между миссиями в виде комикса